# Marek Janecki
Marek Janecki (ur. 1978) – polski piłkarz ręczny, występujący na pozycji rozgrywającego.

## Życiorys
Był juniorem SMS Zabrze oraz Pogoni Zabrze. W barwach Pogoni zadebiutował w ekstraklasie. W sezonie 1999/2000 wraz z Pogonią spadł z ekstraklasy. Po przemianowaniu klubu na MOSiR Janecki powrócił z nim do ekstraklasy w sezonie 2001/2002. W MOSiR występował do 2005 roku, rozgrywając w jego barwach 88 spotkań w ekstraklasie i zdobywając w tej klasie rozgrywek 164 bramki. W sezonie 2005/2006 był zawodnikiem Viretu Zawiercie.